# Куршський вимпел

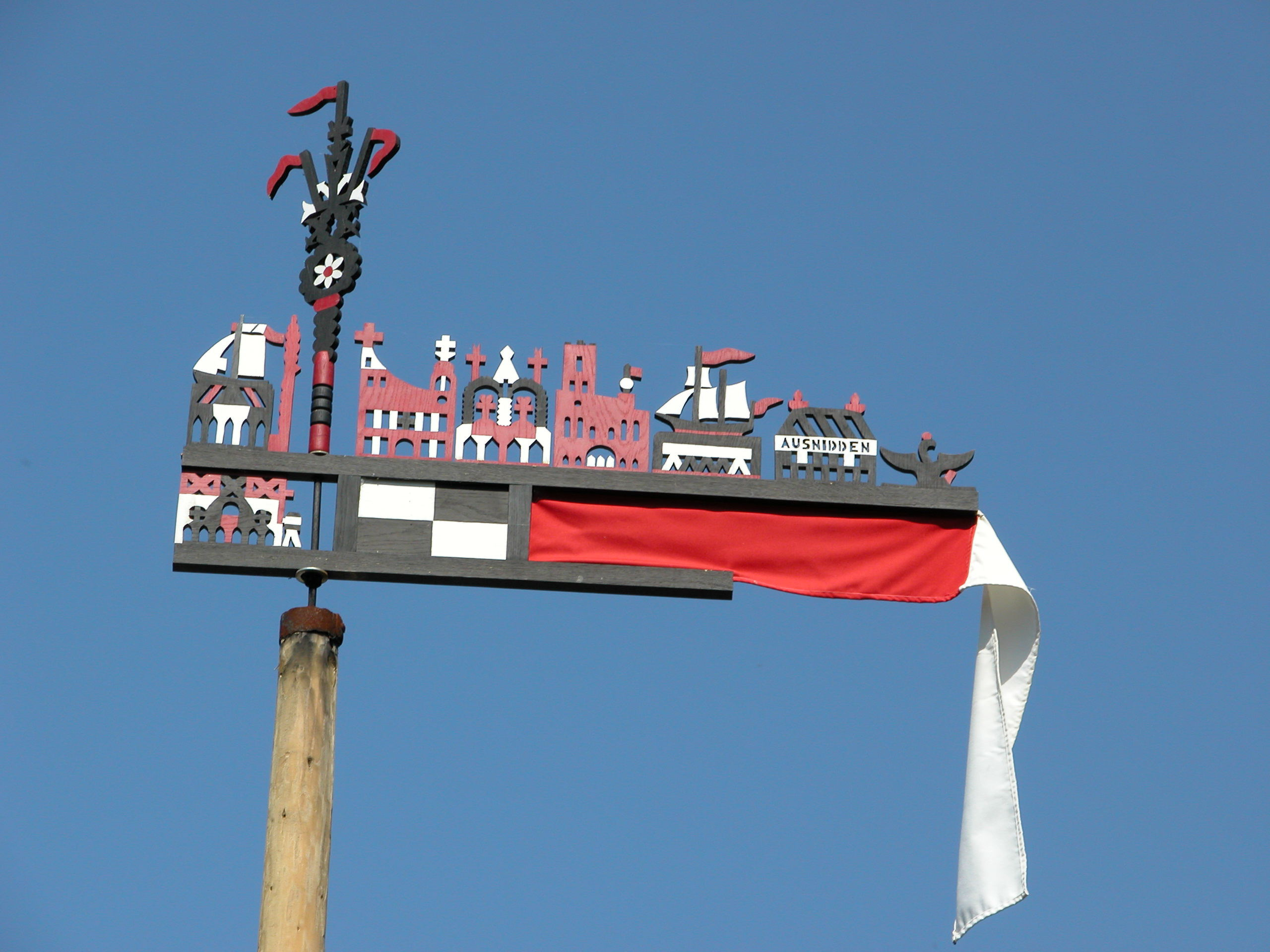
Куршський вимпел в Ніді

Куршський вимпел (нім. Kurenwimpel, лит. Kuršių vėtrungė) — традиційний флюгер регіону Куршської коси в Литві, що встановлювався на човнах.

## Походження
Згідно однієї з версій куршські вимпели встановлювали на рибальські човни з метою інспекції, щоб відрізняти власника у випадку порушення правил рибальства.
Литовська версій інтерпретує куршські вимпели як залишок язичницьких вірувань, оскільки елементи зображені на них насправді нагадують символічний код.

## Використання
Ще до Другої світової війни маленькі копії вимпелів продавалися як сувеніри.
Зображені на картині Антанаса Гудайтиса (лит. Antanas Gudaitis) «Рибальські човни» 1937 р.

## Галерея

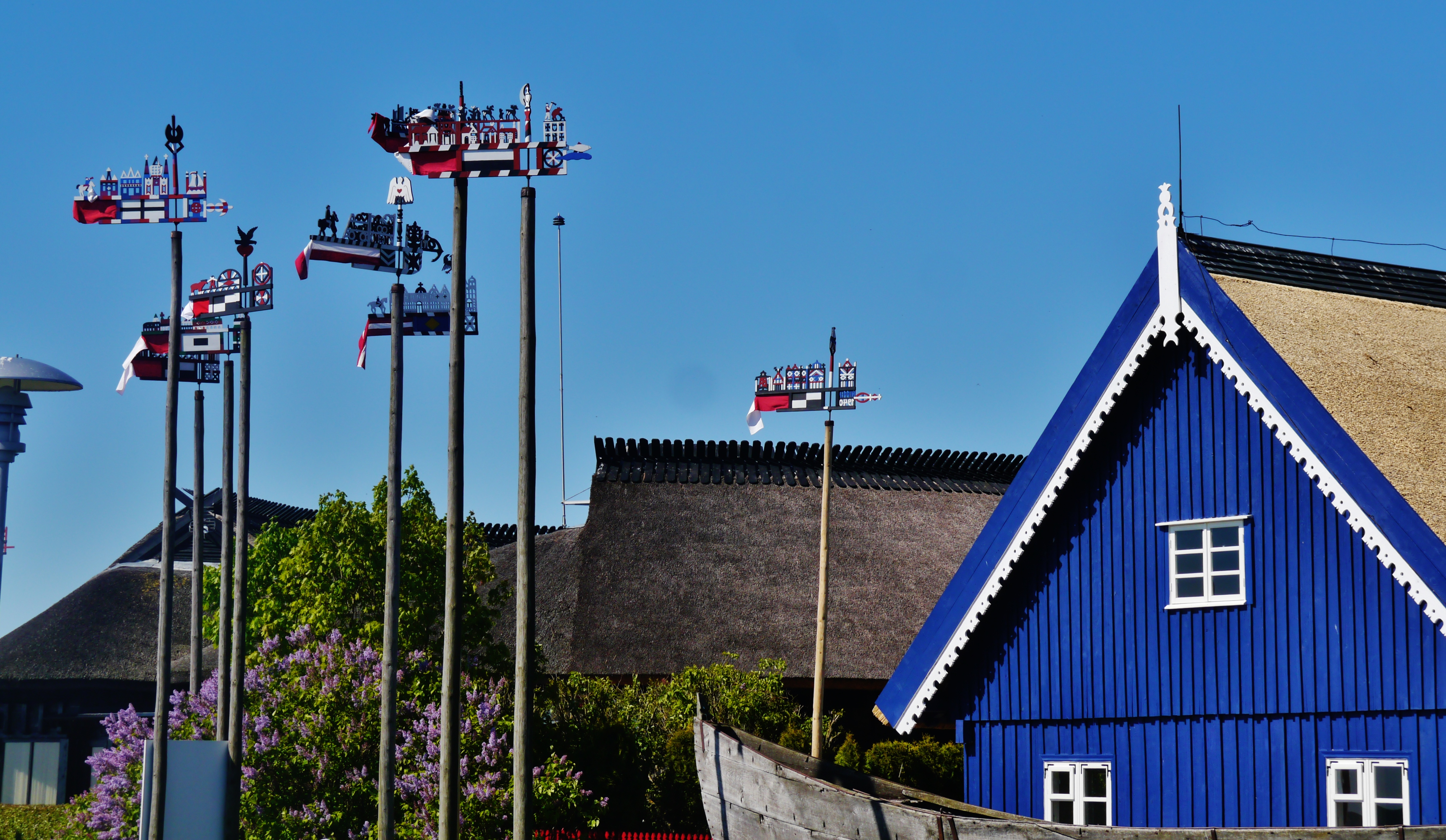
Куршські вимпели в Ніді
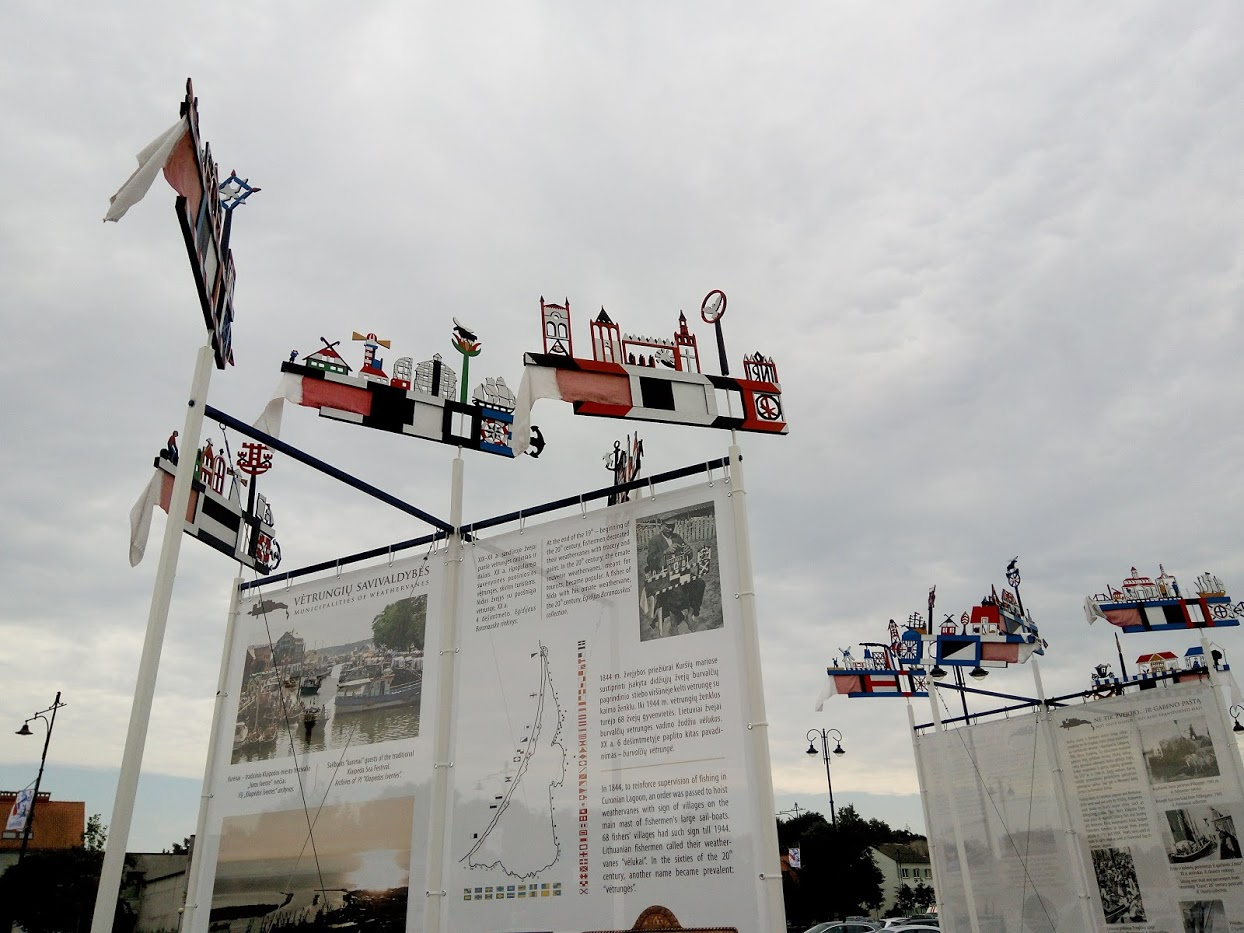
Куршські вимпели на туристичних стендах у Клайпеді
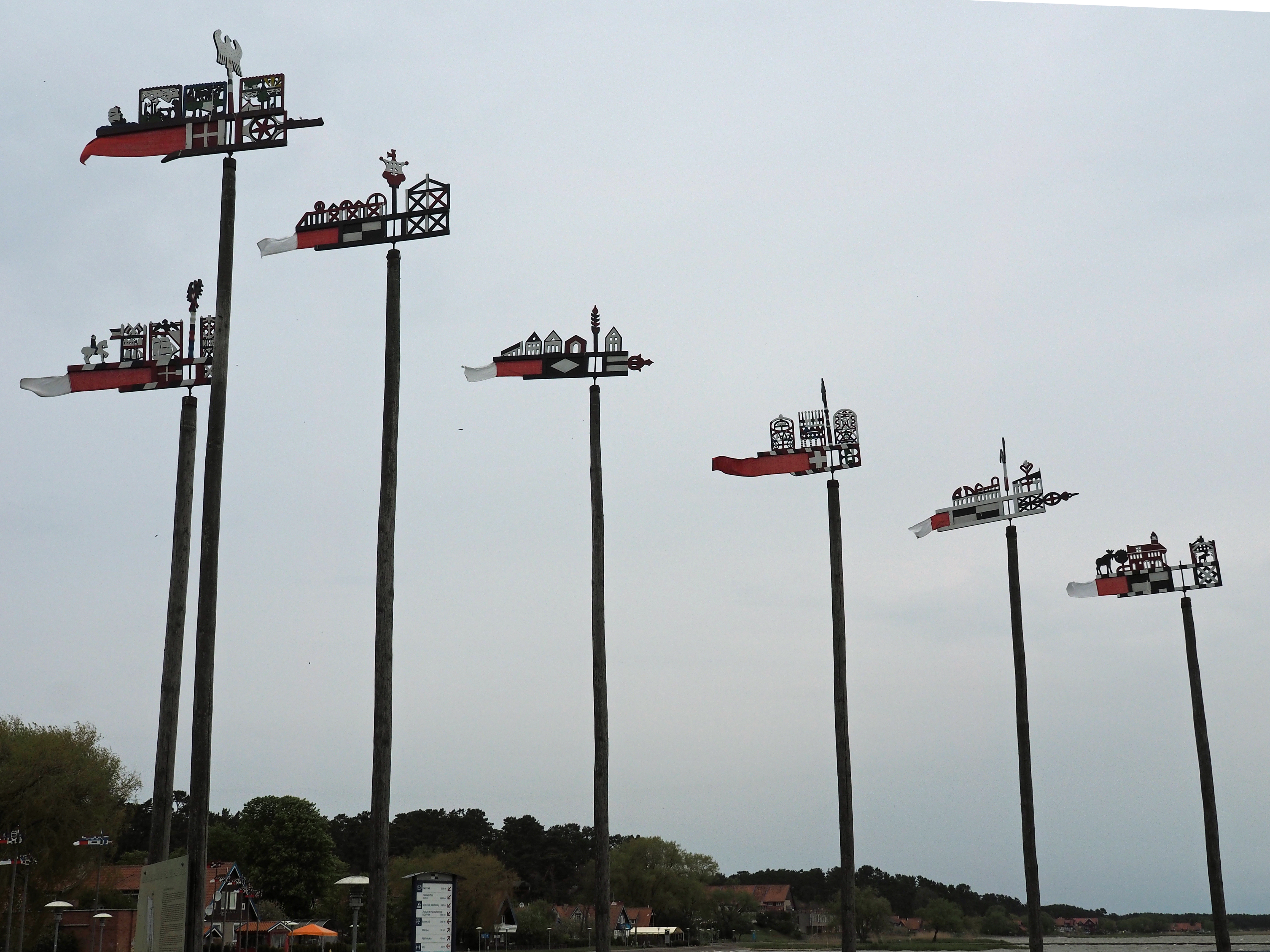
Вимпел на набережній
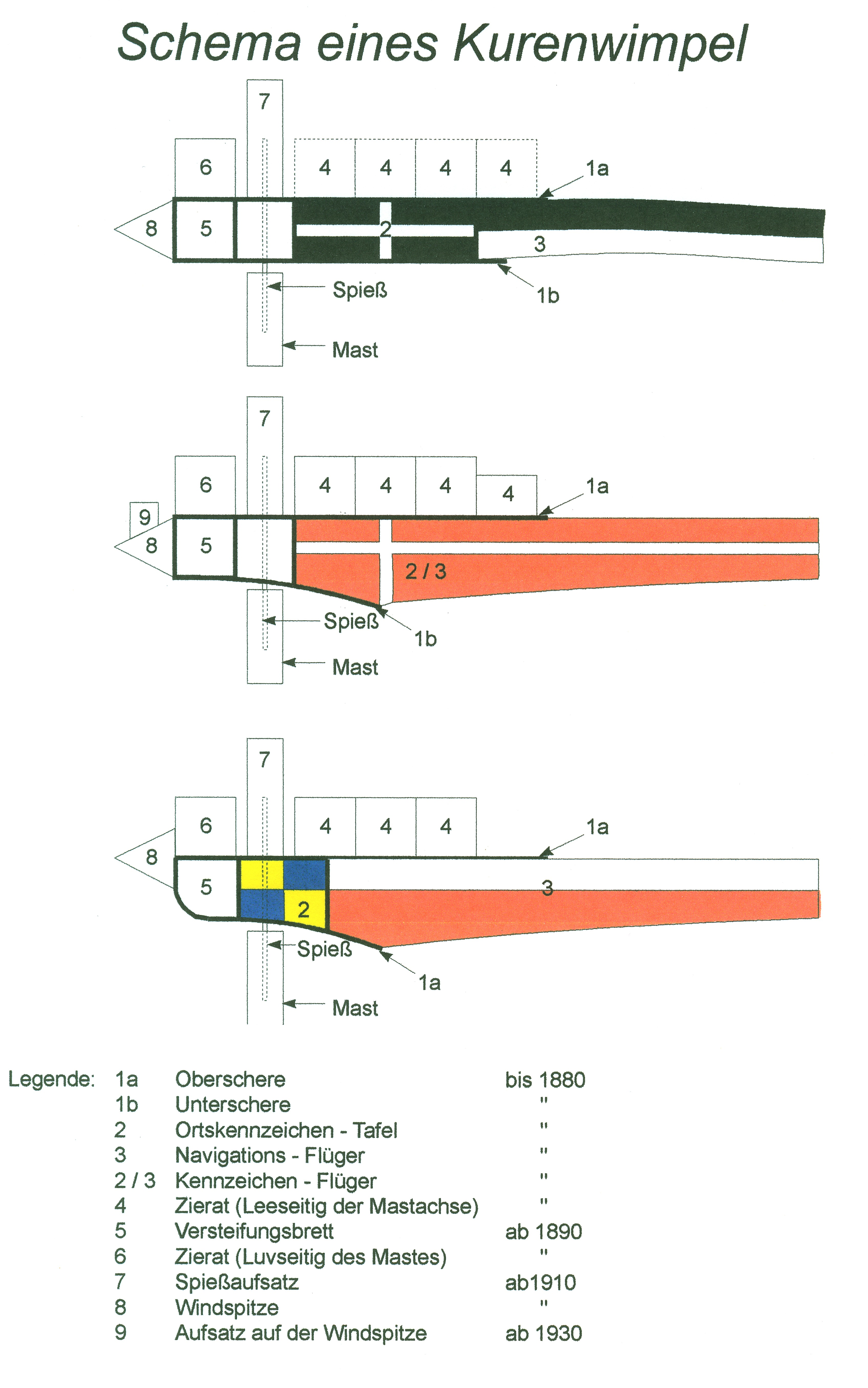
Схема вимпелу
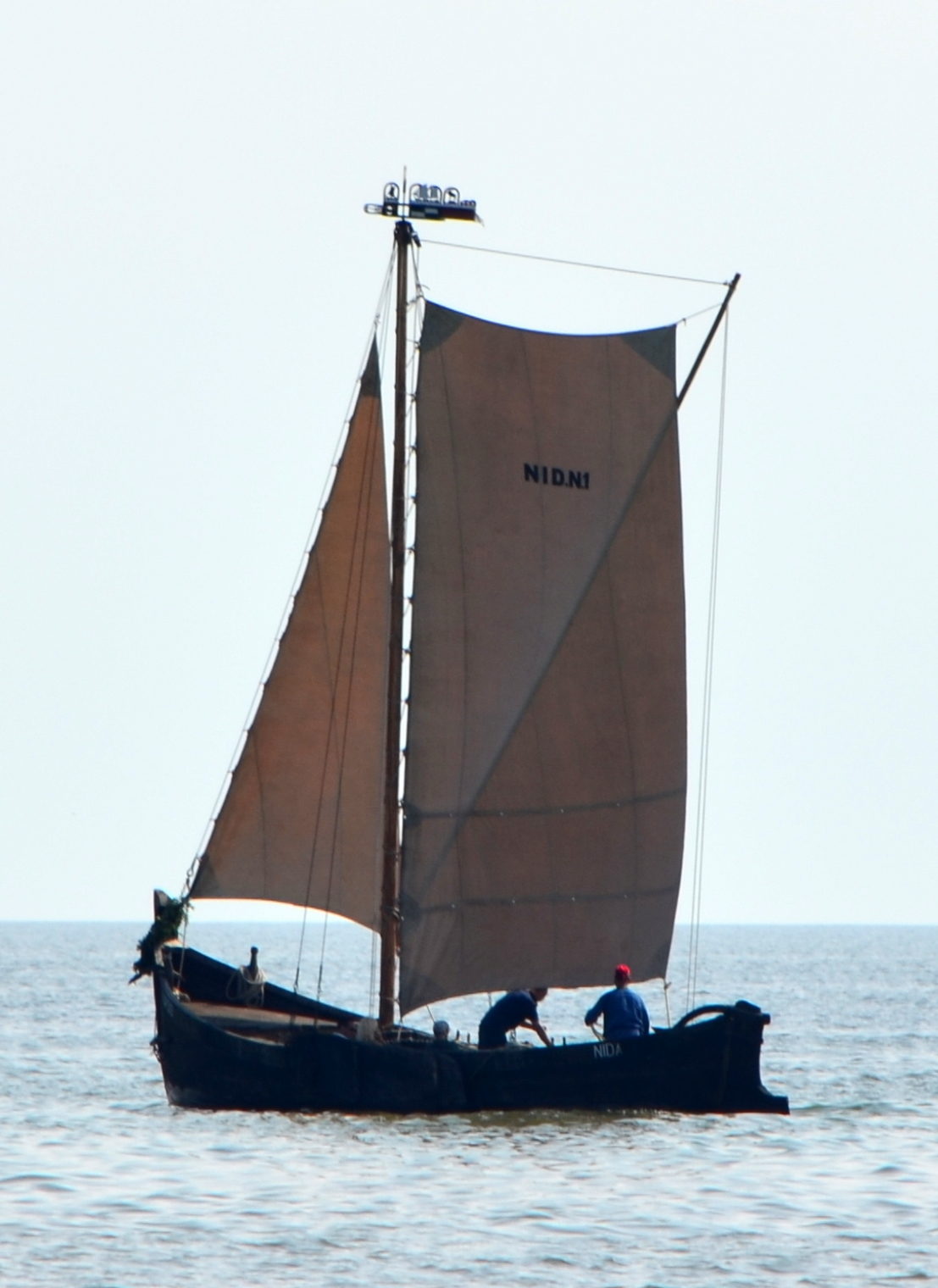
Вимпел на човні